# Una dona captiva
Una dona captiva (originalment en hongarès: Egy nő fogságban) és un documental hongarès del 2017 dirigit per Bernadett Tuza-Ritter sobre una dona que es manté com a esclava domèstica a Europa. Va ser el primer llargmetratge documental hongarès que va competir al Festival de Cinema de Sundance.
La pel·lícula segueix la Marish, una dona de 52 anys a Hongria que viu una situació d'esclavitud moderna i decideix escapar de l'opressió per tal de tornar a ser lliure.
Una dona captiva es va estrenar al Concurs Internacional de Llargmetratges del Festival Internacional de Cinema Documental d'Amsterdam el 19 de novembre de 2017. Més tard va competir a Sundance, on va ser nominada al Gran Premi del Jurat, i va guanyar el premi al millor documental del Festival Internacional de Cinema d'Atenes. La pel·lícula va ser una de les cinc nominades al Premi del Cinema Europeu al millor documental de 2018. El 22 de novembre de 2021 es va estrenar el doblatge en català al programa 60 minuts del 33.